# Höreda distrikt
Höreda distrikt är ett distrikt i Eksjö kommun och Jönköpings län. 
Distriktet ligger söder om Eksjö. 

## Tidigare administrativ tillhörighet
Distriktet inrättades 2016 och utgörs av socknen Höreda i Eksjö kommun.
Området motsvarar den omfattning Höreda församling hade vid årsskiftet 1999/2000.